# Рікардо Альварес
Рікардо Альварес (ісп. Ricardo Gabriel Álvarez; нар. 12 квітня 1988, Буенос-Айрес) — аргентинський футболіст, півзахисник мексиканського клубу «Атлас» та, в минулому, національної збірної Аргентини.

## Клубна кар'єра
Народився 12 квітня 1988 року в місті Буенос-Айрес. Вихованець футбольної школи клубу «Бока Хуніорс».
У дорослому футболі дебютував 2007 року виступами за команду клубу «Велес Сарсфілд», в якій провів чотири сезони, взявши участь у 42 матчах чемпіонату.
До складу клубу «Інтернаціонале» приєднався 2011 року. Відтоді встиг відіграти за «нераззуррі» 90 матчів у національному чемпіонаті.
1 вересня 2014 року перейшов на умовах оренди з можливістю викупу до англійського «Сандерленда».

## Виступи за збірну
2011 року дебютував в офіційних матчах у складі національної збірної Аргентини. Наразі провів у формі головної команди країни 9 матчів, забив 1 гол.
| Дата       | Місто         | Господарі | Результат | Гості     | Турнір            | Голи | Примітки |
| ---------- | ------------- | --------- | --------- | --------- | ----------------- | ---- | -------- |
| 02-09-2011 | Колката       | Венесуела | 0 – 1     | Аргентина | товариський матч  | -    | 60'      |
| 06-09-2011 | Дакка         | Аргентина | 3 – 1     | Нігерія   | товариський матч  | -    | 89'      |
| 11-11-2011 | Буенос-Айрес  | Аргентина | 1 – 1     | Болівія   | Відбір до ЧС 2014 | -    | 59'      |
| 14-08-2013 | Рим           | Італія    | 1 – 2     | Аргентина | товариський матч  | -    | 81'      |
| 16-11-2013 | Іст-Резерфорд | Еквадор   | 0 – 0     | Аргентина | товариський матч  | -    | 79'      |
| Усього     |               | Матчів    | 5         |           | Голів             | 0    |          |

## Титули і досягнення
- Чемпіон Аргентини (2):

«Велес Сарсфілд»: Клаусура 2009, Клаусура 2011
- Віце-чемпіон світу: 2014